# Noborito
Noborito (登戸) és una barriada del districte de Tama a la ciutat de Kawasaki, Prefectura de Kanagawa, Japó. Noborito és una ciutat dormitori de classe mitjana per als treballador de l'àrea metropolitana de Tòquio. Al barri s'hi troba l'ajuntament del districte de Tama.

## Geografia
El barri de Noborito es troba localitzat a la part nord-oest de la ciutat de Kawasaki, marcant la frontera entre la prefectura de Kanagawa i Tòquio. Noborito es troba a uns 20 quilòmetres del centre de Tòquio i a uns 15 de Shinjuku. Al nord-est i separat pel riu Tama, Noborito limita amb els barris de Moto-Izumi i Higashi-Izumi pertanyents a la ciutat de Komae, Tòquio; al sud-est limita amb el barri de Shukugawara; al sud amb Higashi-Ikuta; a l'oest ho fa amb Masugata i Ikuta; al nord-oest amb Nakanoshima i al nord amb Izumi i Noborito-shinmachi. El riu Tama passa pel territori del barri, separant-lo de Tòquio.

## Història
Durant el període Edo, la zona va esdevindre una posta al Tsukui-dō o camí Tsukui, que connecatava la zona amb l'antiga ciutat d'Edo. No obstant això, la zona va romandre com un llogaret rural.
Amb l'arribada del ferrocarril l'any 1927 al barri, la zona començà a urbanitzar-se. Durant la Segona Guerra Mundial, l'Exèrcit Imperial Japonès va establir-hi el Laboratori de Recerca Número Nou un institut secret d'armes biològiques i químiques. Després de la guerra i fins a l'actualitat, el barri ha anat evolucionant com un barri dormitori de classe mitjana per als treballadors de Kawasaki, el Tòquio Occidental o Shinjuku, entre d'altres.

## Transport

### Ferrocarril
- Companyia de Ferrocarrils del Japó Oriental (JR East)
  - Noborito
- Ferrocarril Elèctric Exprés d'Odawara (Odakyū)
  - Noborito - Mukōgaoka-Yūen